# Boehlkenchelys longidentata
Boehlkenchelys longidentata är en fiskart som beskrevs av Kenneth A. Tighe 1992. Boehlkenchelys longidentata ingår i släktet Boehlkenchelys och familjen Chlopsidae. Inga underarter finns listade.